# Campionati europei di ciclismo su pista 2023 - Inseguimento individuale maschile
L'inseguimento individuale maschile ai Campionati europei di ciclismo su pista 2023 si svolse il 10 febbraio 2023 presso il Velodrome Suisse di Grenchen, in Svizzera.

## Risultati

### Qualificazioni
I primi due classificati si qualificarono per la finale per la medaglia d'oro, il terzo e il quarto per quella per la medaglia di bronzo.
| Pos. | Atleta               | Nazione       | Tempo    | Distacco | Note             |
| ---- | -------------------- | ------------- | -------- | -------- | ---------------- |
| 1    | Daniel Bigham        | Gran Bretagna | 4'02"775 |          | QO               |
| 2    | Jonathan Milan       | Italia        | 4'05"266 | +2"491   | QO               |
| 3    | Tobias Buck-Gramcko  | Germania      | 4'08"802 | +6"027   | QB               |
| 4    | Corentin Ermenault   | Francia       | 4'09"248 | +6"473   | QB               |
| 5    | Charlie Tanfield     | Gran Bretagna | 4'10"317 | +7"542   |                  |
| 6    | Nicolas Heinrich     | Germania      | 4'11"201 | +8"426   |                  |
| 7    | Manlio Moro          | Italia        | 4'12"023 | +9"248   |                  |
| 8    | Noah Vandenbranden   | Belgio        | 4'12"112 | +9"337   |                  |
| 9    | Claudio Imhof        | Svizzera      | 4'13"347 | +10"572  |                  |
| 10   | Theodor Storm        | Danimarca     | 4'13"961 | +11"186  |                  |
| 11   | Brian Megens         | Paesi Bassi   | 4'14"086 | +11"311  |                  |
| 12   | Bartosz Rudyk        | Polonia       | 4'14"831 | +12"056  |                  |
| 13   | Kacper Majewski      | Polonia       | 4'15"403 | +12"628  |                  |
| 14   | Noah Bögli           | Svizzera      | 4'16"207 | +13"432  |                  |
| 15   | Rodrigo Caixas       | Portogallo    | 4'16"823 | +14"048  |                  |
| 16   | Brem Deman           | Belgio        | 4'18"242 | +15"467  |                  |
| 17   | Erik Martorell       | Spagna        | 4'18"932 | +16"157  |                  |
| 18   | Aivaras Mikutis      | Lituania      | 4'19"732 | +16"957  | Record nazionale |
| 19   | Valentyn Kabašnyj    | Ucraina       | 4'21"759 | +18"984  |                  |
| 20   | Bertold Drijver      | Ungheria      | 4'22"509 | +19"734  |                  |
| 21   | Rokas Adomaitis      | Lituania      | 4'23"594 | +20"819  |                  |
| 22   | Joan Martí Bennassar | Spagna        | 4'28"260 | +25"485  |                  |
| 23   | Daniel Auer          | Austria       | 4'33"192 | +30"417  |                  |
| 24   | Vitālijs Korņilovs   | Lettonia      | 4'35"670 | +32"895  |                  |

### Finali
| Pos.                             | Atleta              | Nazione       | Tempo    | Distacco |
| -------------------------------- | ------------------- | ------------- | -------- | -------- |
| Finale per la medaglia d'oro     |                     |               |          |          |
| 1                                | Jonathan Milan      | Italia        | 4'03"744 |          |
| 2                                | Daniel Bigham       | Gran Bretagna | 4'05"860 | +2"116   |
| Finale per la medaglia di bronzo |                     |               |          |          |
| 3                                | Tobias Buck-Gramcko | Germania      | 4'09"796 |          |
| 4                                | Corentin Ermenault  | Francia       | 4'10"261 | +0"465   |